# МультиКордон
«МультиКордон» — анімаційний україномовний серіал, створений Головним центром медіакомунікацій Державної прикордонної служби України в 2020 році, що розповідає про кумедні випадки на державному кордоні та основні завдання Держприкордонслужби України. Режисером, художником та аніматором проєкту є військовий журналіст Євген Роженюк.

## Цікаві факти
- Голоси Володимира Путіна, Рамзана Кадирова та інших російських діячів змонтовані із записів реальних виступів.
- У п'ятому епізоді серіалу можна помітити кіноляп. В мультфільмі йде мова про те, що російський крейсер «Москва» був уражений пострілом берегового мобільного ракетного комплексу РК-360МЦ «Нептун», а на відео стріляє високомобільна артилерійська ракетна система M142 HIMARS.
- В МультиКордон часто побачити відомих українців, які здебільшого самі озвучують свої ролі. У п'ятому епізоді своїх персонажів озвучили співака озвучив соліст гурту Kalush Олег Псюк, телеведучий Роман Вінтонів більш відомий, як Майкл Щур, а веселих трунарів озвучили Дмитро, Артемій, Антоній і Леонтій Осичнюки із гурту Спів Братів.[3]

## Епізоди
| № серії | Назва серії                                                  | Режисер(и)    | Сценарист(и)       | Оригінальна дата показу |
| --- | ------------------------------------------------------------ | ------------- | ------------------ | ----------------------- |
| 1 | «Три богатирі на дуууууже далеких берегах»                   | Євген Роженюк | Євген Роженюк      | 10 березня 2022         |
| Володимир Путін оголошує, про проведення спеціальної воєнної операції і в супроводі Рамзана Кадирова та Олександра Лукашенка прямує до кордону з Україною. При перетині кордону Кадиров і Лукашенко лякаються наслідків вторгнення і Лукашенко тікає. Путіна і Кадирова зустрічають українські прикордонники. Після погроз Путіна застосуванням ядерної зброї прикордонники розстрілюють його а Кадиров потрапляє у в’язницю і дуже дивується рівнем бойової підготовки і оснащення українських військових. |                                                              |               |                    |                         |
| 2 | «Фабрика орків, або що буває, коли баранами керує оленевод!» | Євген Роженюк | Євген Роженюк      | 18 березня 2022         |
| Росіянин з дружиною дивиться по телевізору виступ Володимира Путіна, в якому той дякує молоді, яка приходить до військоматів добровільно, за патріотизм. В цей час в двері стукає поліція і росіянину вручають повістку в армію. Він, разом з іншими призовниками йде до призовного пункту, де з телевізора Сергій Шойгу, "промиває мізки" новобранцям перед відправленням на війну з Україною. В першому ж бою усі солдати строкової служби російської армії гинуть і повертаються на батьківщину в ящиках з написом «Груз-200». Шойгу дякує мерцям за якісне виконання поставленого завдання. Дружина росіянина, якого призвали на строкову службу, дивиться телевізор. Путін з телевізора запевняє, що солдати строкової служби російської армії не беруть участь в воєнних діях на території України, але на іншому каналі Людмила Нарусова розповідає, що строковики таки беруть участь у бойових діях, і приводить приклад, коли з роти в 100 осіб в живих залишилось 4. Дружина росіянина сидить перед телевізором, поряд з нею портрет її загиблого чоловіка. Вона виправдовує дії Путіна і війну з Україною. Закінчується епізод тим, що український фермер трактором буксирує підбитий російський танк, та зверненням до російських військових. |                                                              |               |                    |                         |
| 3 | «Чорнобаївка-12»                                             | Євген Роженюк | Євген Роженюк      | 30 березня 2022         |
| Ніч. Хата на болоті на фоні кремлівської стіни. В хаті росіянка розмовляє телефоном з чоловіком, який воює в Україні, поблизу Чорнобаївки. Він скаржиться про суцільне пияцтво серед російських військових та величезні втрати бійців і техніки. З’являються українські бійці і знищують ворога. Закінчується епізод тим, що собака тримає в зубах відірвану руку з телефоном російського військового та зверненням до російських військових. Росіянка в телефоні говорить, що її чоловік сам виявив бажання йти на цю війну. |                                                              |               |                    |                         |
| 4 | «Пропагандистам Кремля присвячується»                        | Євген Роженюк | Євген Роженюк      | 21 квітня 2022          |
| Москва. Кремль. Сідає сонце, вмикаються телевізори з яких починає литись від кремлівських пропагандистів відбірна брехня про те, що міжнародні санкції не призведуть до зниження рівня життя простих росіян. Але проходить час і росіяни на собі починають відчувати усі економічні негаразди в країні. Голодні росіяни тягнуть пропагандистів на шибеницю. Після смерті трійця потрапляє до пекла де їх зустрічає Йосип Кобзон. Закінчується епізод тим, що в телевізорі транслюється виступ Володимира Путіна, фоном йде музика Чайковського з балету «Лебедине озеро». Голодні росіяни витягують Путіна на шибеницю. |                                                              |               |                    |                         |
| 5 | «Сила слова»                                                 | Євген Роженюк | Олександр Тодорчук | 22 серпня 2022          |
| 24 лютого 2022 року, в день повномасштабного вторгнення Росії в Україну російський крейсер «Москва» вийшов на зв’язок із прикордонниками острову Зміїний. На вимогу здатися український прикордонник промовив легендарні пророчі слова Русский военный корабль, иди на хуй. Українські захисники до останнього тримали позиції, втім ворог приклав всі зусилля для захоплення Зміїного. Невдовзі завдяки пострілу «Нептуна» той самий корабель таки пішов за вказаною адресою. Згодом українські захисники відвоювали і сам острів Зміїний. До прикордонника стоїть черга людей, і кожен/кожна просить послати нахуй щось російське. Прикордонник посилає і прохання втілюється. Закінчується епізод тим, що веселі трунарі на фоні тонучого російського крейсера «Москва» співають пісню. |                                                              |               |                    |                         |